# Faten Hamama

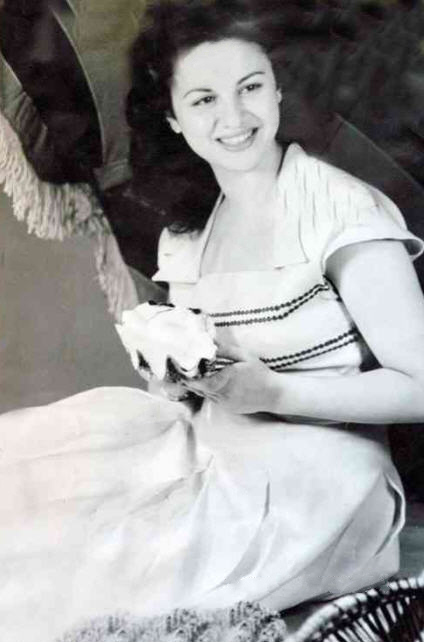
Faten Hamama (ca. 1947)

Faten Hamama (anhörenⓘ), arabisch فاتن حمامة, (* 27. Mai 1931 in al-Mansura, Ägypten; † 17. Januar 2015 in Kairo) war eine ägyptische Filmschauspielerin, „ein kultisch verehrter Star ihres Landes seit den ausgehenden 40er Jahren.“

## Leben und Wirken

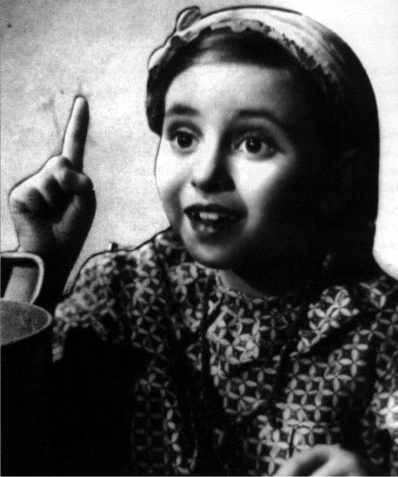
Faten Hamama als Achtjährige 1939 in ihrem Debütfilm

Bereits im Alter von nicht einmal acht Jahren stand die in Nordägypten nahe Alexandria geborene Tochter eines Angestellten des ägyptischen Erziehungsministeriums erstmals vor der Kamera, nachdem sie unmittelbar zuvor einen Schönheitswettbewerb für Kinder gewonnen hatte. 1946, als die Familie nach Kairo umgezogen war, beschlossen ihre Eltern, dass sie eine professionelle Schauspielausbildung erhalten sollte, und Faten besuchte die staatliche Schauspielschule ihres Landes. Seitdem trat sie regelmäßig vor die Filmkamera. Faten Hamama spielte zunächst junge Mädchen in Melodramen, die sich in ihrer Machart stark an US-amerikanischen Vorbildern (beispielsweise Filme mit Shirley Temple und Lillian Gish) orientierten. „Oft gab sie das vom Schicksal gebeutelte, arme und verlassene aber entzückende Mädchen, das schließlich nach vielen Irrungen und Wirrungen doch noch einen Zipfel des Glücks erhascht.“ Ende der 1940er Jahre konnte sich Faten Hamama im heimischen Film als Erwachsenenstar durchsetzen, den Höhepunkt ihrer dauerhaften Popularität erreichte Faten Hamama zu Beginn des darauffolgenden Jahrzehnts. Die Künstlerin hatte in dramatischen Stoffen wie beispielsweise 1951 als Thérèse Raquin ebenso Erfolg wie im Musical (ein Jahr später). Mehrfach besetzten sie in dieser Zeit auch Ägyptens nachmalige Starregisseure Youssef Chahine und Salah Abu Seif.

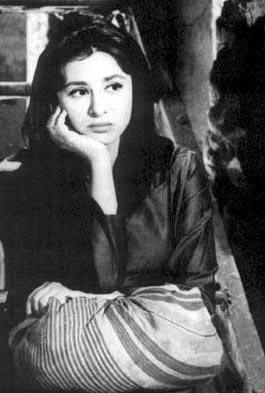
Faten Hamama in ihrem Erfolgsfilm Die Sünde (1965)

Die Zusammenführung vor der Kamera mit dem Nachwuchsmimen Omar Sharif, der von 1955 bis 1974 auch Faten Hamamas Ehemann war, sollte sich als Glücksfall für beider Starruhm in ihrem Heimatland erweisen. Als im Laufe der 1950er Jahre die beim ägyptischen Publikum besonders beliebte Filmschnulze von realistischeren Stoffen abgelöst wurde, konnte Faten Hamama auch ihre Fähigkeiten als Charakterinterpretin unter Beweis stellen. „Mit einigen ihrer Filmrollen förderte sie ein neues Frauenbild in der islamischen Gesellschaft und leistete der Frauenemanzipation in ihrem Land Vorschub.“ Anders als ihrem Ehemann gelang Faten Hamama jedoch nicht der Sprung ins internationale Kino. Als der ägyptische Geheimdienst sie zur Mitarbeit drängte und sie sich dem verweigerte, verließ Faten Hamama 1966 vorübergehend ihre Heimat und kehrte erst 1971 wieder zurück. Seit Mitte der 1970er Jahre zog sich die Schauspielerin vom Kinofilm sukzessive zurück, trat aber gegen Ende des darauffolgenden Jahrzehnts kurzzeitig erneut vor die Kamera. Bis zur Jahrtausendwende trat Faten Hamama auch gelegentlich in Fernsehproduktionen auf, anschließend zog sie sich ins Privatleben zurück.

## Auszeichnungen
Faten Hamama, deren Popularität in der arabischen Welt bis zuletzt ungebrochen war, obwohl sie seit Beginn des 21. Jahrhunderts nicht mehr vor die Kamera trat, erhielt zahlreiche Auszeichnungen, die ihr von mehreren in- wie ausländischen Machthabern Arabiens überreicht wurden. 1953 wurde sie im Libanon ausgezeichnet, 1965 von Präsident Nasser und 1976 von Präsident Sadat, 2001 erneut vom libanesischen Staatschef und vom marokkanischen König.

## Filmografie (Auswahl)
- 1939: Yum sa’id
- 1943: Corsi al ihtiraf
- 1946: Malak al-rahma
- 1948: Nadiya
- 1950: Baba Amin
- 1951: Lak yum ya zalim
- 1952: Mawed mal hayet
- 1953: Tödliche Rache (Sira fil-wadi)
- 1954: El malak el zalem
- 1954: Kulub el nass
- 1954: Assar fil rimal
- 1955: Allah maana
- 1955: Mawed mal saada
- 1955: Hob wa demui
- 1956: Dunkle Wasser (Siraa fil mina)
- 1956: Mawed gharam
- 1957: Ard el salam
- 1957: La anam
- 1957: Tarik el amal
- 1958: Die Liebe einer Schauspielerin (Hatta nataki)
- 1958: at-Tariq al-masdud
- 1958: Sayedet el kasr
- 1959: Bay al-atlal
- 1959: Nahr el-hob
- 1961: Es gab einen Zeugen (Lan aataref)
- 1961: La totfi el schams
- 1962: al-moegitza
- 1963: Keine Zeit für die Liebe (La wakta lel hob)
- 1963: al-bab al maftuh
- 1965: Die Sünde (Al-haram)
- 1965: lan-ataref
- 1966: Schaj fi hayati
- 1968: al-hubb alkabir
- 1971: al-Khayt al-rafi
- 1972: Imbraturiyyat mim
- 1975: Orid hallan
- 1978: Ualla azae lel sayedat
- 1984: Leilet al quabd al Fatma
- 1988: Youm hilw, youm mir
- 1991: Dameer Ablah Hikmat (Fernsehmehrteiler)
- 1992: Ard el ahlam
- 2000: Wagh el qamar (Fernsehmehrteiler)